# (996) Hilaritas
(996) Hilaritas ist ein Asteroid des Hauptgürtels, der am 21. März 1923 von Johann Palisa entdeckt wurde. 
Der Asteroid wurde nach der römischen Göttin der Heiterkeit benannt, eine Eigenschaft, für die sein Entdecker postum geehrt wurde.